# Ольрик, Ханс-Кристиан
Ханс-Кристиа́н О́льрик (дат. Hans-Christian Olrik, известен и как Кристиа́н О́льрик, дат. Christian Olrik) — датский кёрлингист.
В составе мужской сборной Дании участник чемпионата мира 1973 (заняли десятое место). Чемпион Дании среди мужчин.
Играл на позиции первого.

## Достижения
- Чемпионат Дании по кёрлингу среди мужчин: золото (1973).

## Команды
| Сезон   | Четвёртый     | Третий        | Второй          | Первый               | Турниры            |
| ------- | ------------- | ------------- | --------------- | -------------------- | ------------------ |
| 1972—73 | Вигго Хунаеус | Per Hedley    | Кристиан Ольрик | ? Ahm                | ЧДМ 1973           |
| 1972—73 | Вигго Хунаеус | Арне Педерсен | Иб Асбьёрн      | Ханс-Кристиан Ольрик | ЧМ 1973 (10 место) |

(скипы выделены полужирным шрифтом)